# Nintendo Badge Arcade
Nintendo Badge Arcade (バッジとれ〜るセンター, Bajji torēru sentā) est une application éditée et développée par Nintendo sur Nintendo 3DS permettant aux joueurs de personnaliser le menu Home avec des badges. Le jeu est sorti au Japon le 17 décembre 2014, en Amérique du Nord le 10 novembre 2015 et en Europe le 13 novembre 2015.

## Système de jeu
Le jeu suit le joueur qui doit jouer aux Machines à badges suivant le système des machines à pince et autres, pour attraper autant de badges que possible. Le joueur est récompensé avec des badges qui peuvent être ajoutés sur le menu Home de la Nintendo 3DS. Le joueur peut obtenir plus de cinq parties avec de l'argent réel ou parfois les gagner avec la Machine à entraînement. La Machine à entraînement est jouable une fois par jour, et change chaque jour, avec cinq essais possibles. Les pseudo-badges obtenus peuvent se révéler être des badges bonus. Ceux-ci permettent de jouer quelques parties avec les vraies Machines à Badges. Il existe les badges super bonus (de couleur rouge) qui permettent d'obtenir 3 parties gratuites, et les badges bonus simples qui offrent une partie gratuite. Notons que les badges bonus ne sont pas comptabilisés dans les faux-badges, 10 faux-badges permettant d'obtenir une partie gratuite.